# John Livingston (Schauspieler)
John David Livingston (* 8. November 1970 in Ames, Iowa) ist ein US-amerikanischer Schauspieler.

## Karriere
John Livingston begann 1994 mit seiner Schauspielkarriere beim Fernsehen. Ein Jahr später war er in einer kleinen Rolle in Das Netz als Techniker zu sehen. Es folgten weitere Auftritte in Fernsehserien wie u. a. Mord ist ihr Hobby, Clueless – Die Chaos-Clique, Chicago Hope – Endstation Hoffnung, CSI – Den Tätern auf der Spur, JAG – Im Auftrag der Ehre und Without a Trace – Spurlos verschwunden für je eine Folge. Neben größeren Rollen in Fernsehfilmen, wirkte Livingston auch in einigen Kurzfilmen mit. In der Direct-to-Video-Produktion The Hungover Games, einer Parodie der Filme Die Tribute von Panem – The Hunger Games und Hangover, spielte er den zukünftigen Bräutigam Doug.

## Filmografie (Auswahl)
- 1995: Deine Tochter und mein Mann (Betrayed: A Story of Three Women, Fernsehfilm)
- 1995: Das Netz (The Net)
- 1995: Chicago Hope – Endstation Hoffnung (Chicago Hope, Fernsehserie, Episode 2x11 Christmas Truce)
- 1996: Mord ist ihr Hobby (Murder, She Wrote, Fernsehserie, Episode 12x14 Murder in Tempo)
- 1996: Mr. Wrong – Der Traummann wird zum Alptraum (Mr. Wrong)
- 1996: Clueless – Die Chaos-Clique (Clueless, Fernsehserie, Episode 1x04 Die Stadtverschönerung)
- 1997: Eifersüchtig – Verrat einer Freundin (Friends ’Til the End, Fernsehfilm)
- 1999: Studio Notes (Kurzfilm)
- 2000: CSI – Den Tätern auf der Spur (CSI: Crime Scene Investigation, Fernsehserie, Episode 1x03 Lebendig begraben)
- 2002: JAG – Im Auftrag der Ehre (JAG, Fernsehserie, Episode 8x01 Auf Leben und Tod – Teil 3)
- 2002: Without a Trace – Spurlos verschwunden (Without a Trace, Fernsehserie, Episode 1x04 Endstation New York)
- 2004: The Long Shot (Kurzfilm)
- 2004: The First Year’s a Bitch (Kurzfilm)
- 2005: The Closer (Fernsehserie, Episode 1x01 Aller Anfang ist schwer)
- 2007: Life (Fernsehserie, Episode 1x04 Szenen einer Ehe)
- 2007: Crossing Jordan – Pathologin mit Profil (Crossing Jordan, Fernsehserie, Episode 6x10 Gnadenlos)
- 2008: Bones – Die Knochenjägerin (Bones, Fernsehserie, Episode 4x07 Ein Er in einer Sie)
- 2012: Southland (Fernsehserie, Episode 4x09 Einsatz mit hohem Risiko)
- 2014: The Hungover Games
- 2014: Navy CIS (Fernsehserie, Episode 11x16 Schüsse am Sonntag)